# 左翼党 (フランス)
左翼党（さよくとう、フランス語: Parti de Gauche, PG）は、フランスの民主社会主義政党。ドイツの左翼党をモデルとしている。
2008年11月、社会党を批判して離党したジャン＝リュック・メランション元上院議員らによって創設された。後に緑の党を離党したメンバーも加わった。左翼党は幅広い左翼の結集をめざしてフランス共産党などと共同歩調をとり、政党連合・左翼戦線を構築している。
2009年欧州議会議員選挙では左翼戦線として6.48％の得票で5議席を獲得し、メランションを欧州議会に当選させた。また2012年フランス大統領選挙においても左翼戦線としてメランションを擁立し、第1回投票で11.1％を獲得して4位となった。大統領選挙直後に行われた議会総選挙で左翼戦線が獲得した10議席のうち、左翼党は1議席を獲得した。